# Cha Cha Cha at El Morocco
Cha Cha Cha at El Morocco è un album di Tito Puente, pubblicato dalla Tico Records nel 1956.

## Tracce
Lato A
1. Sube y baja el telón – 3:05 (R. Ruiz Jr.)
2. Bésame mucho – 2:39 (C. Velázquez)
3. Cha cha cha de la Princesa – 3:03 (Pepe Luis)
4. Skip to Me Lou – 2:09 (Bob Miller)
5. Terroncito – 2:53 (C. Martínez Gil)
6. Tito's Cha Cha Cha – 2:52 (Tito Puente)

Lato B
1. Tarde cha cha cha – 2:35 (P. Justiz)
2. Totiri mundachi – 2:41 (P. Delgado)
3. Querubín – 2:32 (T. Contreras)
4. Beer Barrel Merengue – 2:08 (Brown, Tinn, Vejoda)
5. Cha cha cha chabela – 2:25 (L. Demetrio)
6. Cha cha guaguancó – 2:51 (Tito Puente)

## Musicisti
- Tito Puente - timbales, percussioni, arrangiamenti
- Pepe Luis - conduttore musicale
- Orchestra Juvenil
- Altri musicisti non accreditati